# Fotomat
Fotomat est une chaîne américaine du marché du développement photographique. En dehors des pellicules de films, sa spécialité était d'offrir un service au volant de développement pour le lendemain dans des kiosques situés sur les parkings des centres commerciaux. Elle a aussi été présente au début des années 1980 sur le marché de la location de vidéocassettes.

## Historique

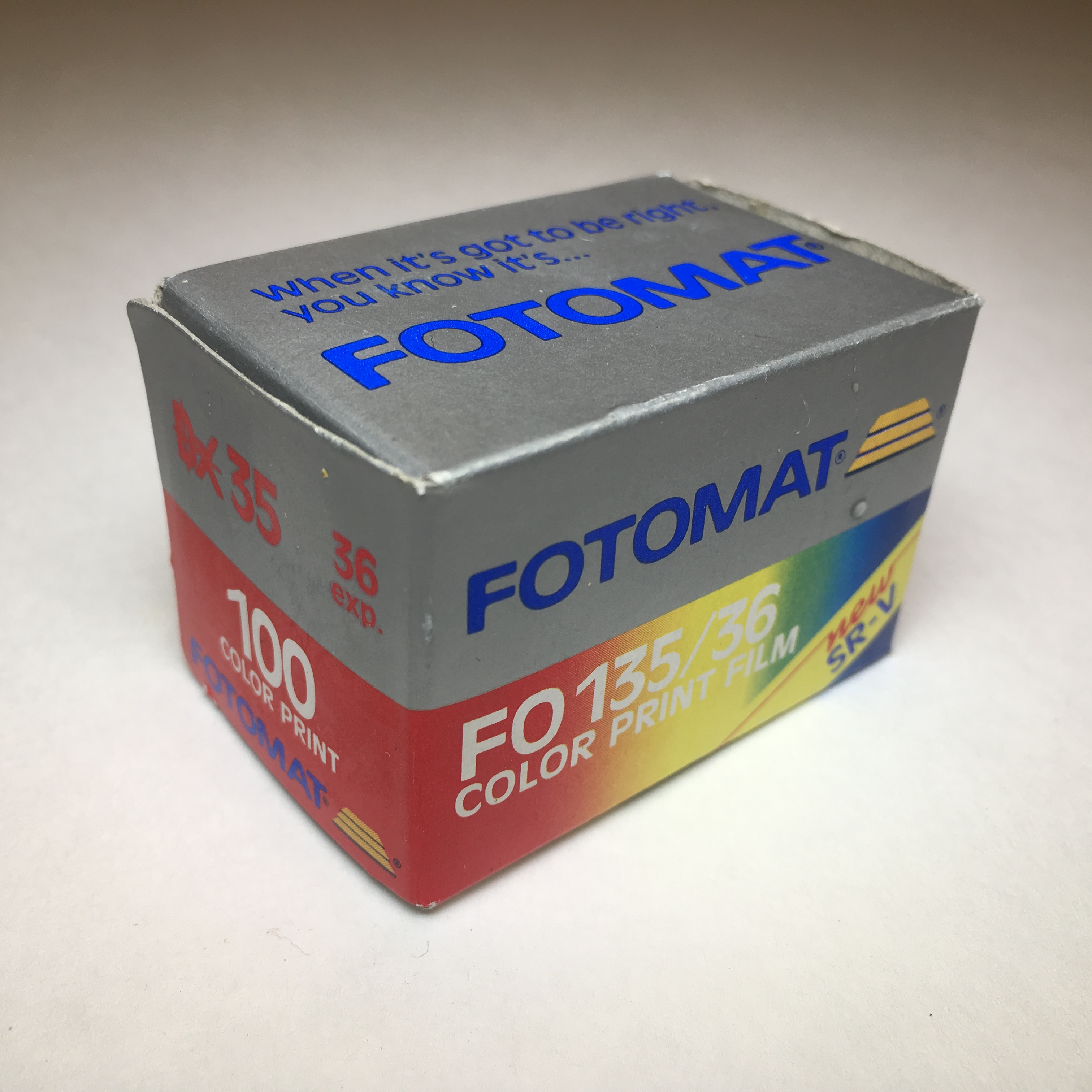
Film de marque Fotomat 35 mm - années 1980

Fotomat Corporation est fondée au début des années 1960 à San Diego, en Californie par Preston Fleet (en), fils de Reuben H. Fleet (en). Le premier kiosque ouvre à Point Loma en 1965. En 18 mois, l'entreprise compte 1800 lieux de locations,. Fotomat vendait des films de marque Kodak et Fotomat, ainsi que d'autres produits liés à la photographie, et proposait une livraison du jour au lendemain. Beaucoup de gens ont supposé que Fotomat appartenait à Kodak, à cause des toits jaunes et de la police similaire à l'emballage Kodak. Fotomat était organisé autour d'un réseau constitué à la fois des magasins lui appartenant et des franchises. Des tensions entre la société et ses franchisés sont apparues et ont conduit à des actions en justice,. 
Fotomat est devenue une société publique en 1971 et a été cotée à la Bourse de New York (NYSE) à partir de 1977. Preston Fleet devient alors un philanthrope et en 1973 aide à fonder le Reuben H. Fleet Space Theater and Science Center avec la création aussi du format OMNIMAX,.
En août 1979, Fotomat suspend ses dividendes en raison d'une baisse des départs en vacances due à l'augmentation des prix du pétrole réduisant les volumes de locations de vidéos En parallèle, la société japonaise Konishiroku Photo Industry Ltd acquiert 8 % de l'entreprise, société qui a pris le nom de Konica Photo Imaging en 1986.
À son apogée vers 1980, il y avait plus de 4 000 Fotomats à travers les États-Unis, principalement dans les zones suburbaines. Les fotomats se distinguaient par leurs toits de couleur or en forme de pyramide et leurs enseignes avec des lettres bleues et rouges. Généralement positionnées dans une grande aire de stationnement comme un supermarché ou un centre commercial, les huttes Fotomat nécessitaient un minimum de terrain et pouvaient accueillir des voitures qui venaient déposer ou récupérer un film. En janvier 1982, Ross E. Roeder et nommé PDG de Fotomat, en remplacement de Richard D. Irwin qui a démissionné pour des raisons personnelles après 11 ans à ce poste. Fin mars 1982, Fotomat supprime son service de location de vidéocassettes au profit d'un service de vente par correspondance en raison du développement du marché des vidéo-clubs
En mars 1985, Fotomat perd en justice contre ses franchisés californiens et doit payer 10 millions d'USD en contre partie de la fermeture d'un tiers de ses sites. Une conséquence est le départ du PDG Ross E. Roeder, nommé trois ans auparavant. Une autre est le déménagement du siège social de Wilton (Connecticut) vers St. Petersburg (Floride). Toutefois en janvier Roeder avait réussi à négocier l'arrivée au capital, à hauteur de 10 millions d'USD de Konishiroku. Konishiroku détient alors 62 % de l'entreprise.
Le produit principal de l'entreprise, le développement de films pendant la nuit, a été rendu non compétitif par le développement à la fin des années 1980 des  tireuses numériques, qui permettait un développement photo d'une heure et pouvait être installé sur site sans investissement important.
Preston Fleet décède le 1er février 1995 d'un cancer,.

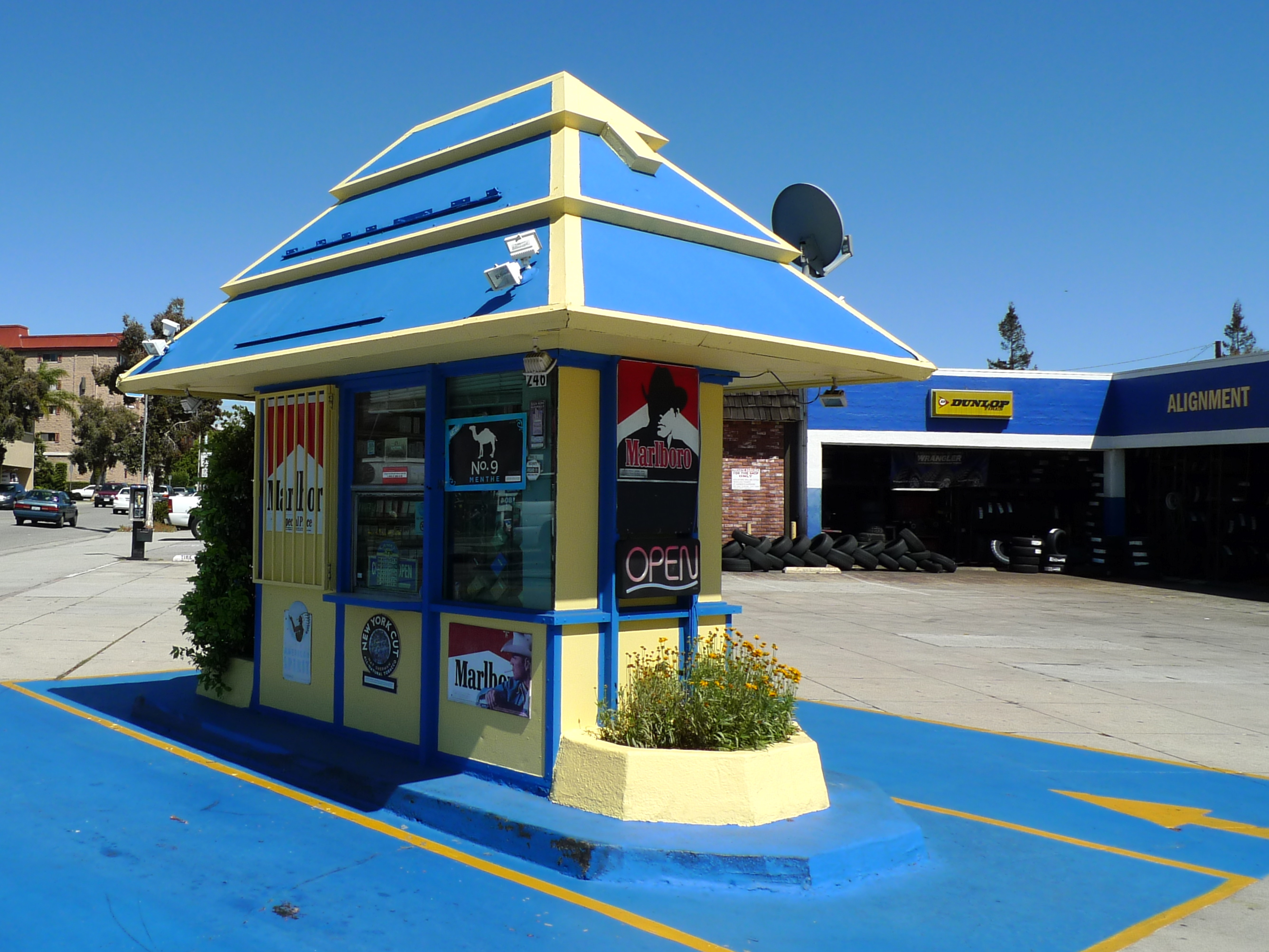
Un ancien kiosque Fotomat, repeint et vendant maintenant des cigarettes.

Après l'introduction des appareils photo numériques, le service de nuit est finalement devenu obsolète et Fotomat est passé à l'imagerie numérique en ligne sur Fotomat.com où les utilisateurs pouvaient éditer et stocker leurs images. En 2002, l'entreprise est vendue à Viewpoint Corporation. Le site internet a cessé ses activités le 1er septembre 2009. De nombreux anciens kiosques Fotomat existent toujours, ayant été convertis aussi bien service de café au volant ou de vente de cigarettes.
Les concurrents de Fotomat comprenaient Foto Hut, Fox Photo et Kodak lui-même.

## Location de vidéos
En parallèle du développement photo, Fotomat a été l'une des premières entreprises à proposer des films à louer sur vidéocassette - un nouveau concept alors - à partir de décembre 1979. Les clients parcouraient un petit catalogue, appelaient un numéro et commandaient le ou les films de leur choix. Le lendemain, le client récupérait la cassette au kiosque Fotomat de son choix. Le coût de location était de 12 $ par titre (l'équivalent de 39,36 $ en 2016) et le client pouvait le conserver cinq jours. Le prix a ensuite été réduit à 9,95 $ pour une location de cinq jours. Le service s'appelait "Fotomat Drive-Thru Movies",.
Initialement, seul Paramount Pictures avait conclu un accord avec la chaîne pour proposer ses films à la location. Fotomat a également proposé des titres moins connus de petits distributeurs. Fotomat a également réalisé certaines versions exclusives, telles que I Go Pogo . Ces titres ont été distribués directement par Fotomat et étaient d'un design uniforme avec un étui en carton noir découpé et une étiquette noire qui comprenait un titre blanc (ainsi que le logo stylisé de Paramount pour leurs films), mais sinon aucune illustration ou couleur. De plus, un logo Fotomat accompagné d'un son à quatre tons jouerait avant le début de chaque film Le logo comprenait une représentation artistique du toit mansardé jaune de l'entreprise,.
Le 4 mars 1980, Walt Disney Productions autorise pour la première la commercialisation de ses films sur support vidéos grâce au service de location de Fotomat,. Plus tard, MCA (Universal Pictures) a conclu un accord avec Fotomat pour distribuer ses titres par location.
En 1982, les vidéothèques locales commencent à proposer un service moins coûteux et sans le délai de mise à disposition, Fotomat cesse alors le service.